# Reinhard Straube
Reinhard Straube (* 23. Juni 1946 in Chemnitz) ist ein deutscher Schauspieler und Hörspielsprecher.

## Leben
Nach einer Berufsausbildung zum Gärtner studierte Reinhard Straube von 1966 bis 1970 an der Hochschule für Schauspielkunst "Ernst Busch" Berlin. Engagements hatte er ab 1970 am Landestheater Halle und von 1982 bis 2014 am dortigen neuen theater. 1972 spielte er die Titelfigur Edgar Wibeau in der Uraufführung von Ulrich Plenzdorfs Die neuen Leiden des jungen W. Weitere bekannte Rollen waren beispielsweise Antonio Salieri in Amadeus von Peter Shaffer, Willi Loman in Arthur Millers Tod eines Handlungsreisenden, die Titelrolle im Hauptmann von Köpenick von Carl Zuckmayer oder Philipp Klapproth in dem Schwank Pension Schöller von Wilhelm Jacoby und Carl Laufs. In Halle trat er auch häufig im Fernsehtheater Moritzburg auf, beispielsweise als Filippetto in Carlo Goldonis Herren im Haus (1972), als Legrand in Michel Andrés Keine Angst vor Kolibris (1973), als Angestellter Simlai in Laszlo Tabis Nacht der Geheimnisse (1973), als John Jo Mulligan in Sean O’Caseys Bedtime Story (1975), als Jürgen Hase in Rolf Neuparths Ich weiß von nichts (1978), als Dichter Hans-Rüdiger Motz in Andreas Knaups Gaukelbrüder (1985) und als Diener Joseph in Eugène Labiches Die Reise des Monsieur Perrichon (1987).
Auch heute tritt Straube weiterhin gastweise am Neuen Theater Halle auf, unter anderem mit seinem kabarettistischen Soloprogramm Der fröhliche Hypochonder, mit dem er bereits mehr als einhundert Mal auf verschiedenen Bühnen gestanden hat.
Im Fernsehen konnte man Straube in der Vergangenheit in verschiedenen Tatort- und Polizeiruf-110-Produktionen erleben. 1983 verkörperte er in einer kleinen Rolle Kaiser Wilhelm II. in dem DEFA-Spielfilm Das Luftschiff. Bis in die 2000er-Jahre hinein arbeitete Straube auch gelegentlich als Hörspielsprecher.

## Filmografie
- 1970: Cosinus und Glocken (Fernsehtheater Moritzburg; nicht ausgestrahlt)
- 1971: Mit Ehrwürden fing alles an (Fernsehtheater Moritzburg)
- 1974: Das Gänseblümchen und der Kapitän (Fernsehtheater Moritzburg)
- 1977: Scherz, Satire, Ironie und tiefere Bedeutung
- 1978: Kleines Theater: Darf’s ne Pille mehr sein? (Fernsehtheater Moritzburg)
- 1980: Die Verlobte
- 1982: Das Fahrrad
- 1982: Reif für ’ne Kur (Fernsehtheater Moritzburg)
- 1982: Urlaub mit Überraschungen (Fernsehtheater Moritzburg)
- 1983: Zaubereien (Fernsehtheater Moritzburg)
- 1983: Das Luftschiff
- 1984: Wand an Wand (Fernsehtheater Moritzburg)
- 1985: Meine Frau Inge und meine Frau Schmidt
- 1985: Die Wette (Fernsehtheater Moritzburg)
- 1988: Geburtstagsüberraschungen  (Fernsehtheater Moritzburg)
- 1988: Die Entfernung zwischen dir und mir und ihr
- 1989: Die gläserne Fackel – Die Entscheidung
- 1990: Garantiert ungestört
- 1993: Polizeiruf 110 – In Erinnerung an …
- 1996: Polizeiruf 110 – Der Pferdemörder
- 1999: Tatort – Todesangst
- 2001: Marga Engel schlägt zurück
- 2001: Tatort – Verhängnisvolle Begierde
- 2001: Polizeiruf 110 – Zerstörte Träume
- 2003: Ein Vater für Klette
- 2003: Polizeiruf 110 – Doktorspiele
- 2004: Tatort – Teufelskreis
- 2005: Krimi.de – Abgezogen
- 2007: Polizeiruf 110 – Verstoßen
- 2008: Das Traumpaar

## Hörspiele
- 1972: Vier-Viertel Meilen Land – Autor: Oduvaldo Vianna – Regie: Walter Niklaus
- 1994: Ahornstraße 12 – Autor: Rolf Schneider – Regie: Barbara Plensat
- 1995: Frauentags Ende oder Die Rückkehr nach Ubliadu – Autor: Fritz Rudolf Fries – Regie: Wolfgang Rindfleisch
- 2001: Gräfin Cosel – Autor: Jósef Ignacy Kraszewski – Regie: Walter Niklaus
- 2001: Augenblickchen VI – Autor: Gerhard Rentzsch – Regie: Karlheinz Liefers
- 2002: Passing Places – Autor: Stephen Greenhorn – Regie: Wolfgang Rindfleisch
- 2002: Drei Funkerzählungen aus dem Buch „Kinderkurzweil“ – Autor: Peter Hacks – Regie: Hartmut Kirste
- 2004: Die Puppe – Autor: Günter Kunert – Regie: Walter Niklaus
- 2006: Nackt in Berlin – Autoren: Gottfried von Einem und Hans Helge Ott – Regie: Gottfried von Einem
- 2006: Auszeit – Autorin: Simone Rehberg – Regie: Gottfried von Einem
- 2007: Der Teddy und die Tiere – Autor: Michael Ende – Regie: Walter Niklaus
- 2008: Alter Ford Escort dunkelblau – Autor: Dirk Laucke – Regie: Matthias Matschke